# Пруссис, Христофор Францевич
Христофор Францевич Пруссис (Prussis) (ум. 30 апреля 1916, Гатчина, Петроградская губерния) — один из первых военных лётчиков Российской империи, штабс-капитан.

## Биография
Обучался в Офицерской воздухоплавательной школе в Санкт-Петербурге. 24—27 августа 1912 года участвовал в качестве военного лётчика в Красносельских военных манёврах, на которых впервые в России отрабатывалось выполнение аэропланами боевых задач в интересах сухопутных войск; во время манёвров его аэроплан потерпел аварию из-за сложных погодных условий, но лётчик остался цел. а В 1913 году, после окончания обучения, был назначен на должность начальника 1-го корпусного авиационного отряда при 1-й авиационной роте.
В 1914 году участвовал в третьем Всероссийском съезде воздухоплавотелей, проходившем с 8 по 13 апреля в Санкт-Петербурге.
Христофор Францевич участвовал в рекордном перелёте из Санкт-Петербурга в Киев на самолёте «Илья Муромец» вместе с его создателем И. И. Сикорским как второй пилот. Этот перелёт установил новый мировой рекорд по дальности перелёта с пассажирами.
Принимал участие в Первой мировой войне с 1914 года в качестве лётчика и разведчика. Награждён орденом Святого Владимира 4-й степени.
С конца 1915 года занимал должность инструктора авиационной школы в городе Гатчина.

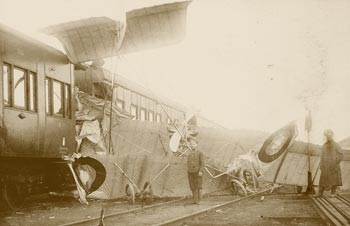
Фотография обломков самолёта «Фарман 22» после авиакатастрофы, в которой погиб Х. Ф. Пруссис

Погиб 30 апреля 1916 года в Гатчине во время учебного полёта на аэроплане «Фарман-22». Похоронен на Новом городском кладбище.